# Estadio de Ipurua
Estadio de Ipurua – stadion piłkarski w Eibarze, w Hiszpanii. Został otwarty 14 września 1947. Może pomieścić 7083 widzów. Swoje spotkania rozgrywają na nim piłkarze klubu SD Eibar.
SD Eibar powstał 30 listopada 1940 roku w wyniku fuzji Deportivo Gallo oraz Unión Deportiva Eibarresa. Nowy klub początkowo swoje spotkania rozgrywał na Campo de Lerum w leżącej niedaleko Eibar miejscowości Elgoibar. Od 1943 roku zespół swoje spotkania rozgrywał na Campo de Erdikua, a obecny obiekt klubu został zainaugurowany 14 września 1947 roku. Na otwarcie gospodarze przegrali z CD Elgoibar 0:2. W latach 1948–1951 wybudowana została trybuna główna. W 1970 roku zainaugurowano na stadionie sztuczne oświetlenie, zadaszono wschodnią trybunę (za bramką) i wydłużono dach na trybunie głównej. W 1973 roku obok stadionu powstało boisko treningowe, a rok później trybuna za bramką od strony zachodniej. W 1989 roku wymieniono system oświetlenia na nowy. Na przełomie wieków zrekonstruowano cały stadion. Główna trybuna została rozebrana, a na jej miejsce powstała zupełnie nowa; pozostałe trybuny poddano natomiast modernizacji. W 2014 roku SD Eibar wywalczył historyczny awans do Primera División. Jeszcze w grudniu tego samego roku rozpoczęto rozbiórkę trybuny północnej, a następnie w jej miejscu wybudowano nową, większą trybunę, która była gotowa latem 2015 roku. W latach 2016–2017 wyburzono trybunę po stronie wschodniej i także wybudowano w jej miejscu nową.